# Kawasaki (grad)
Kawasaki je grad u prefekturi Kanagawi, osmi najnaseljeniji grad u Japanu i jedan od najvećih gradova u sastavu metropolitanskog područja Velikog Tokija te industrijskog trokuta Keihina, zajedno s Yokohamom i Tokijom. Ima 1,5 milijuna žitelja s prosječnom gustoćom naseljenosti od 10 000 stanovnika po četvornom kilometru. Smješten je na rijeci Tami.
U gradu se nalaze sjedišta i podružnice brojnih velikih međunarodnih tvrtki visoke tehnologije, poput Fujitsua, Toshibe, Della, Pioneera, Sigme, japanskog naftnog teškaša Nippona, francuskog kozmetičkog diva L'Oréala i inih.
Kawasaki je čvorište brojnih željezničkih linija u sklopu željezničke mreže Velikog Tokija te šest autocestovnih pravaca.
Grad je poznat po atletskom parku, nogometnom igralištu i drugom najposjećenijem hramu na području Kanta.
Međugradsko prijateljstvo njeguje s hrvatskom Rijekom (najstarije prijateljstvo, još od 1977.), njemačkim Lübeckom, američkim Baltimoreom, britanskim Sheffieldom, austrijskim Salzburgom i dr. Najpoznatija četvrt u gradu, Koreatown (»Mala Koreja«), okupljalište je većine Korejaca u Japanu.

## Vanjske poveznice
- Službene stranice grada na japanskom jeziku